# Multiplicació per duplicació
La multiplicació per duplicació és un antic algorisme de multiplicació. No requereix conèixer la taula de multiplicar, encara que es necessita saber sumar. En el mètode rus, cal a més saber dividir entre 2.
Aquest mètode va ser empleat amb profusió en l'Antic Egipte i conegut com a duplicació i mediació. Avui dia el mètode és utilitzat per camperols en països com Rússia. De fet, en anglès aquest mètode es coneix com el "mètode camperol rus". Els dos mètodes són lleugerament diferents en la forma però s'arriba al mateix resultat.

## Mètode egipci
En l'Antic Egipte, el mètode utilitzat només requereix saber sumar:
Si volem multiplicar A * B
- En la primera columa s'escriu la sèrie: {\displaystyle f(n)=2^{n}}, partint des de {\displaystyle n=0} continuant mentre {\displaystyle 2^{n}<A}. Els primers números de la sèrie quedarien de la següent manera: 1,2,4, 8...
- En la segona columna s'escriu la sèrie: {\displaystyle f(n)=2^{n}B}, o bé {\displaystyle f(n)=2f(n-1)}, sent {\displaystyle f(0)=B}. El resultat és el mateix i obtindrem la següent sèrie: B, 2B, 4B...
- En una tercera columna es marquen les xifres de la primera columna que la seva suma resulti igual a A (de major a menor)
- El resultat és la suma de les xifres marcades de la segona columna.

Exemple: 41 × 59
```
1 59
______________

1
 
59
 X
2 118
4 236

8
 
472
 X
16 944

32
 
1888
 X 
______________

41
 
2419
```

```
com que 
32 + 8 + 1
 = 
41
 (primera columna)
el resultat serà 
1888
 + 
472
 + 
59
 = 
2419
 (segona columna)
```

## Mètode rus
Consisteix en:
- Escriure els números (A i B) que es desitja multiplicar en la part superior de sengles columnes.
- Dividir A entre 2, successivament, ignorant la resta, fins a arribar a la unitat. Escriure els resultats en la columna A.
- Multiplicar B per 2 tantes vegades com a vegades s'ha dividit A entre 2. Escriure els resultats successius en la columna B.
- Sumar tots els números de la columna B que estiguin al costat d'un número imparell de la columna A. Aquest és el resultat.

Exemple: 27 × 82
| A            | B    | Sumands |
| 27           | 82   | 82      |
| 13           | 164  | 164     |
| 6            | 328  |         |
| 3            | 656  | 656     |
| 1            | 1312 | 1312    |
| Result: 2214 |      |         |

Aquest mètode funciona perquè la multiplicació és distributiva, així tenim:
{\displaystyle {\begin{matrix}82\times 27&=&82\times (1\times 2^{0}+1\times 2^{1}+0\times 2^{2}+1\times 2^{3}+1\times 2^{4})\\\ &=&82\times (1+2+8+16)\\\ &=&(82+164+656+1312)\\\ &=&2214\end{matrix}}}